# Seroma
Seroma é uma coleção de líquido, constituído normalmente de plasma e linfa, no tecido subcutâneo. Deve-se ao extravasamento da linfa ou do plasma após cirurgias, em especial naquelas que exigem um descolamento maior de tecido.